# Deichschule
Die Deichschule (auch Deichstraßenschule) in Cuxhaven, Deichstraße 12b, besteht seit 1878 und ist seit 2005 die Freie Waldorfschule Cuxhaven. Das Gebäude steht unter niedersächsischem Denkmalschutz und ist in der Liste der Baudenkmale in Cuxhaven eingetragen.

## Geschichte

### Cuxhavener Schule
1872 wurden Ritzebüttel und Cuxhaven als eine Landgemeinde vereinigt. Daraufhin wurde bis 1878 die (große) Cuxhavener Schule auf Veranlassung des Hamburger Senats nach Plänen der Architekten Gustav Jakob Kirchenpauer und Philipp als erste zentrale Gemeindeschule in Cuxhaven gebaut. Auf der für beide Ortsteile zentral gelegenen feuchten Commandeurswiese über einer verfüllten Wehle (Auskolkung) an der Deichstraße entstand das zweigeschossige historisierende U-förmige Gebäude mit einem hohen Sockelgeschoss und einem (nicht erhaltenen) quadratischen Uhrenturm mit einer Laterne und einer Glockenhaube. Der Baugrund musste dafür durch Sandboden ersetzt werden. Das damals flache Walmdach wurde später durch ein höheres Walmdach mit länglichen Gauben ersetzt, um im Dachgeschoss Räume einzurichten.
Die Schule hatte anfänglich 530 Schüler in sechs Knaben- und vier Mädchenklassen, die von acht Lehrern unterrichtet wurden. Das Schulgeld belief sich auf 10 bis 26 Mark.
1881 wurde daraus eine Realschule (Oberabteilung, bzw. Rektorschule) für die Knaben und eine staatliche höhere Töchterschule. Statt der Kirche nahm die Gemeinde die Schulaufsicht wahr.
Nachdem 1898 die höhere Bürgerschule in der Rohdestraße eingerichtet worden war, war hier die Volksschule für Mädchen und Jungen untergebracht und abends fand Unterricht zur Weiterbildung statt (Fortbildungsschule). 1905 entstand die Turnhalle.

### Deichschule
1907 war die Schule wieder eine reine Mädchenschule; die Jungen kamen zur neuen Abendrothschule. 1913 erhielt sie eine Zentralheizung. Von 1919 bis 1967 hieß sie Deichschule als Einheitsschule für Mädchen – die Weimarer Verfassung hatte ab 1919 die allgemeine Schulpflicht in Deutschland verbindlich festgelegt.
1967 kam in das Gebäude die Johann-Hinrich-Wichern-Schule (kurz Wichernschule), eine Sonderschule (später Förderschule), die bis dahin im Gebäude der Bleickenschule untergebracht war. Schuldirektor war Hermann Borrmann, der von 1972 bis 1989 Leiter des Stadtarchivs Cuxhaven war. Eine aufwendige Sanierung des Gebäudes war 1998 erforderlich, um die Gründung der Fundamente zu stabilisieren. Ein geplanter Anbau wurde nicht realisiert.

### Freie Waldorfschule
2005 mietete die Freie Waldorfschule das Haus durch den Schulverein Freie Waldorfschule Cuxhaven. Die Schule hat zurzeit (2020) 12 Klassen. Neben den Klassenräumen gibt es eine Sporthalle, eine Schwimmhalle, Räume für Sprachen, Musik, für die Band, Kunst, Plastizieren, Handarbeit, Nähen, Werken, Eurythmie, Physik, Chemie, Tanzen, Schnürboden, sowie einen Saal und den Schulgarten. Die Schule nutzt das 12 Meter lange Schulschiff Freundschaft von Finkenweder von 1984 und bietet ein nautisches Praktikum an.
Die Idee der Waldorfpädagogik: Nach den Schrecken des Ersten Weltkriegs war der Anthroposoph Rudolf Steiner bestrebt, eine „gegenwartsgemäße Schule im kulturellen, wirtschaftlichen und sozialen Leben“ einzurichten. Der Direktor der Waldorf-Astoria Zigarettenfabrik Emil Molt gründete 1919 in Stuttgart für seine Arbeiter und deren Kinder die erste Waldorfschule. Nach den Prinzipien von Steiner und unter seiner Leitung wurde das Konzept einer Gesamtschule realisiert; es folgten fünf weitere Schulen, die 1936 aufgelöst wurden. Von September 1945 bis 2017 entstanden 240 Waldorfschulen in Deutschland.